# Movimiento Nacionalsocialista de Dinamarca
El Movimiento Nacionalsocialista de Dinamarca (en danés: Danmarks Nationalsocialistiske Bevægelse, DNSB) es un partido político neonazi en Dinamarca. El movimiento tiene sus orígenes en Partido Nacionalsocialista Obrero Danés (DNSAP, Danmarks Nationalsocialistiske Arbejderparti), el partido nacionalsocialista danés fundado a mediados de la década de 1930, más o menos como una imitación del NSDAP alemán de Adolf Hitler. Después del final de la Segunda Guerra Mundial, algunas personas continuaron bajo el nombre original del partido y publicaron el periódico Fædrelandet (La Patria) durante el período 1952-1972. El movimiento fue disuelto, reformado y renombrado varias veces entre 1972 y 1991. La actual encarnación de Danmarks Nationalsocialistiske Bevægelse fue fundada el 1 de septiembre de 1991 por Jonni Hansen. 
Bajo el liderazgo de Hansen, el movimiento reanudó la publicación de Fædrelandet y comenzó la estación de radio local nacionalsocialista, Radio Oasen, que se puede recibir en un área alrededor de Greve al sur de Copenhague, y se transmite por Internet. La estación de radio causó mucha controversia, ya que debido a las leyes de medios liberales de Dinamarca tenía derecho a recibir apoyo de fondos públicos. La licencia de transmisión de Radio Oasen fue revocada varias veces después de que la estación de radio transmitió «declaraciones racistas», y los fondos públicos se eliminaron en mayo de 2004. Sin embargo, la estación de radio continúa transmitiendo 62 horas por semana a través de fondos recibidos de simpatizantes privados. 
El movimiento mantiene su número de miembros en secreto, pero se ha estimado en alrededor de 1.000 miembros pasivos y alrededor de 150 miembros activos. 
DNSB se postuló dos veces para las elecciones del consejo municipal en Greve, Dinamarca, en 1997 y 2001. En las elecciones de 1997, obtuvieron el 0,5% de los votos, y en 2001 el 0,23% (73 votos). Estas cifras no llegaron a asegurarles representación en el consejo municipal. 
DNSB se postuló para el consejo municipal de Greve y el consejo regional de la Región Sjælland (región Selandia) en las elecciones municipales y del Consejo Regional del 15 de noviembre de 2005. Esto representó la primera vez desde la Segunda Guerra Mundial que los votantes podían elegir un candidato nacionalsocialista por encima del nivel del municipio. Aunque obtuvieron solo 73 votos en Greve (0,3%) y 611 votos en la región (0,1%), no fueron el partido que recibió la menor cantidad de votos, y el evento generó cierta atención de los medios para el movimiento.